# Åtta ackord
Åtta ackord (danska: Otte akkorder) är en dansk episodfilm från 1944 i regi av Johan Jacobsen. I huvudrollerna ses bland andra Erling Schroeder, Asbjørn Andersen, Peter Malberg och Hans-Henrik Krause. Filmen följer en grammofonskiva med en vals av Chopin på dess väg, denna binder samman åtta olika berättelser samt människor, vilka alla berörs på olika sätt av dess musik.

## Rollista i urval
- Erling Schroeder - Georg
- Asbjørn Andersen - Johannes
- Buster Larsen - Bud
- Peter Malberg - Jørgensen, musiklärare
- Hans-Henrik Krause - musikelev
- Bodil Kjer - Ellen
- Gunnar Lauring - Poul
- Poul Reumert - Jørgen Svane
- Katy Valentin - Agnes Svane
- Poul Reichhardt - Aksel Henriksen
- Charles Wilken - Thomas
- Petrine Sonne - Elisabeth Sørensen, kokerska
- Inge Hvid-Møller - Gertrud Iversen
- Eyvind Johan-Svendsen - apotekaren
- Ebbe Rode - Manfred Thomsen
- Randi Michelsen - Emmy Knudsen
- Helle Virkner - Grethe
- Henry Nielsen - pantlånare
- Anna Henriques-Nielsen - fru Petersen
- Ib Schønberg - direktör Steensen
- Elith Pio - Viggo Jensen
- Johannes Meyer - Hansen, värdshusvärd
- Olaf Ussing - bartender
- Poul Thomsen - värdshusgäst